# Should Men Walk Home?
Should Men Walk Home? é um filme mudo norte-americano de 1927, do gênero comédia, estrelado por Mabel Normand, Oliver Hardy e Eugene Pallette. O filme foi dirigido por Leo McCarey.